# Château de Lourmarin
Le château de Lourmarin est un château de style Renaissance, construit en 1480 et dominant le village de Lourmarin. Restauré entre 1921 et 1923 par Robert Laurent-Vibert, il abrite actuellement une Fondation culturelle. Inscrit au registre des Monuments historiques depuis 1979, il est ouvert aux visiteurs et organise des manifestations artistiques tout au long de l'année.

## Histoire

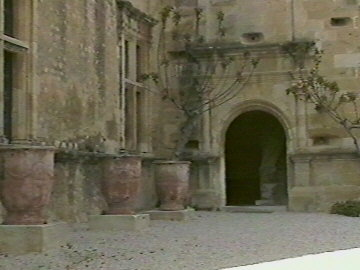
Cour Renaissance du château de Lourmarin.

En 1480, Foulques d'Agoult, grand seigneur de Provence, chambellan et ami du roi René d'Anjou, fait reconstruire le château, sur les restes d'une ancienne forteresse du XIIe siècle. L'architecture s'inscrit alors dans un style médiéval.
Le lieu est transformé et agrandi à plusieurs reprises, notamment à partir de 1526 quand Louis d'Agoult-Montauban (neveu de Foulques) et son épouse Blanche de Lévis-Ventadour, font ajouter l'aile Renaissance. Il engage le célèbre architecte italien Sebastiano Serlio, qui livre notamment la façade Renaissance.
L'édifice change de propriétaires à la fin du XVIe siècle lorsqu'il devient le domaine de la famille Créqui-Lesdiguières, également détenteur du château de La Tour d'Aigues jusqu'en 1789. Seuls les intendants qui gèrent les terres occupent le château.
À partir de la Révolution française, le château passe entre les mains de plusieurs propriétaires aux fortunes diverses et finit par tomber en ruines. En 1920, alors qu'il allait être vendu aux enchères pour la récupération des pierres, Robert Laurent-Vibert le rachète. Cet industriel lyonnais, grand amateur d'art, souhaite en faire une résidence d'artistes ; il y présente sa riche collection de mobilier, d'objets d'art, d'instruments de musiques et sa bibliothèque. De cette date et jusqu'à sa mort en 1925, il le fait restaurer par Henri Pacon. Il le lègue à l'Académie des sciences, agriculture, arts et belles-lettres d'Aix qui crée la Fondation de Lourmarin Laurent-Vibert.
Le château de Lourmarin fait l'objet de plusieurs protections, au titre des monuments historiques : inscrit le 3 octobre 1946, puis le 13 avril 1948, pour d'autres parties du bâtiment, suivi d'un classement le 5 mai 1979.

## Bâtiment
Le château comporte deux parties, distinctes en périodes, mais contiguës l'une de l'autre : le château vieux, partie de type forteresse médiévale, datant du XIIe siècle et le château neuf, de type Renaissance.

### Le château vieux

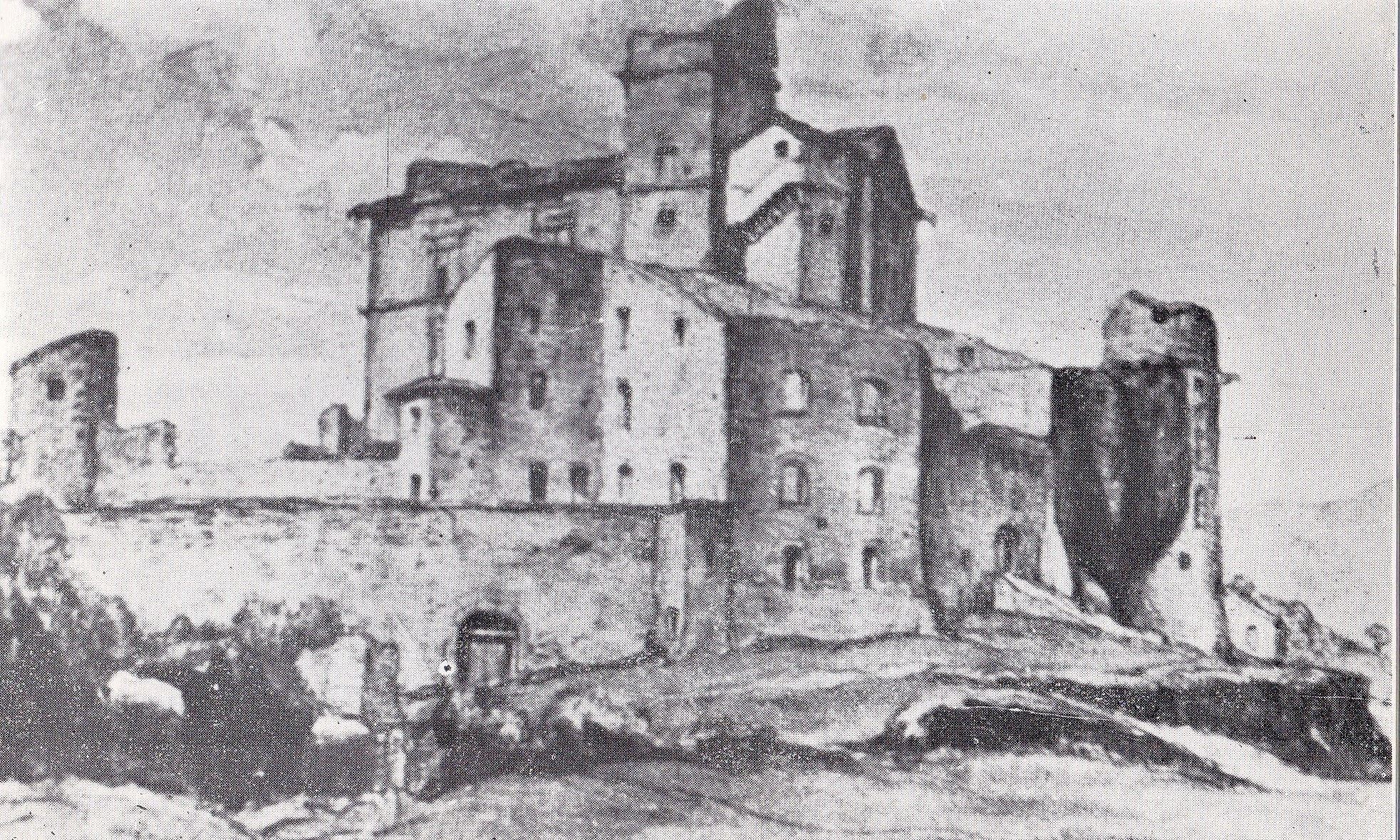
Aquarelle de Charles Martel, montrant le château de Lourmarin dans son état originel.

Le château vieux ouvre sur une cour, entourée d'un bâtiment de trois étages et fermée par une terrasse, en étage, abritant un moulin en rez-de-chaussée. Le rez-de-chaussée de la bâtisse regroupe les pièces de service, comme la cuisine, l'office et son garde-manger, les fours, ainsi que les bases d'une tour ronde. Au sud de la cour, se trouvait une salle basse, surnommée la prison. Celle-ci n'est actuellement plus visible, car elle a été comblée par les déblais des restaurations du début du XXe siècle.

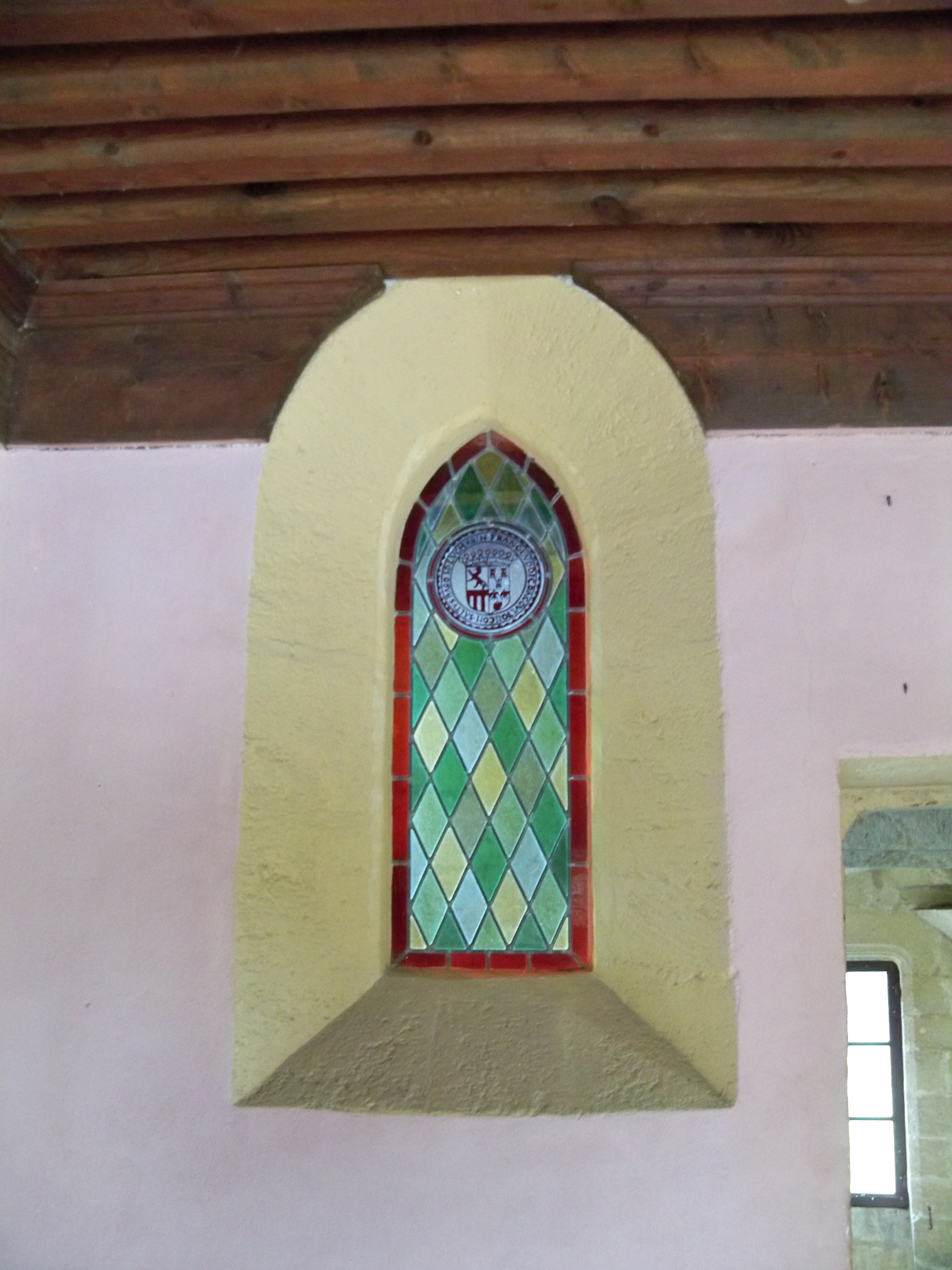
Vitrail au château.

Le premier étage du château vieux regroupait les pièces les plus importantes et d'apparat, d'après les descriptions d'un inventaire manuscrit de 1635, conservé à la Bibliothèque Méjanes d'Aix-en-Provence : la « chambre de Madame », au nord, avec son antichambre et sa garde-robe (dans la tour ronde) ; à l'ouest, à l'emplacement de la loggia actuelle, une chapelle orientée nord-sud ; de nombreuses pièces, disparues avec le temps, se situaient au dessus de la salle basse, telles que la « chambre du roi » et sa garde-robe, la salle du corps des logis, ainsi qu'une pièce dénommée la lingerie, accessible par une galerie.
Les pièces du deuxième étage ont la même disposition que celles du premier, mais sans fonction particulière, en dehors de la « salle des Grimaud », située au dessus de la salle du corps des logis. Le troisième étage est celui des combles.
De nombreuses transformations ont eu lieu sur cette partie du château de Lourmarin, la plus importante étant celle de la destruction du bâtiment du sud de la cour (lors de la restauration du XXe siècle, après avoir longtemps servi de ferme), ainsi que le déplacement de la chapelle dans le bâtiment, pour la création de la loggia.
La décoration intérieure de ce château vieux est peu connue, car sans grande description, en dehors de la présence de vitraux aux armes des seigneurs de Sault. Le seul mobilier connu est un ensemble en noyer de la garde-robe de la chambre de Madame.

### Le château neuf
L'aile Renaissance, ou château neuf comporte 3 niveaux, comme le château vieux. Chaque niveau est composé de deux pièces, desservies par un couloir, décorées de cheminées, dont l'une ornée de cariatides à visages d'Amérindiens et de colonnes.

### Le parc et les annexes du château
Les abords du château comportaient deux terrasses, l'une nommée basse-cour, l'autre garenne. L'ensemble était entouré d'un mur, plus haut que le mur actuel, puis d'un fossé extérieur, l'entrée principale se faisant par un pont-levis. Un jardin d'agrément était situé à l'extérieur de l'enceinte. Il était traversé de 3 allées, couverte d'une treille, prévu pour la culture de la vigne. Un jeu de mail était bâti à l'ouest de l'enceinte. L'extérieur est de l'enceinte abritait des bâtiments agricoles, tels que les cuves à vin ou l'étable à cochons, ainsi que deux granges, un moulin à huile et six écuries.

### Particularités architecturales
- Loggia et galeries à l'italienne.
- Fenêtres Renaissance et façades de trois niveaux séparés à l'horizontale par des corniches.
- Grand escalier d'apparat à vis.
- Cheminées ornées de cariatides à visages d'Amérindiens et de colonnes.

### Les graffiti
Une légende tenace se fonde sur des graffiti incisés au mur d'une chambre de la tour ouest, dans le château neuf (cette pièce est malheureusement fermée aux visites). Selon la tradition locale, les dessins matérialiseraient une malédiction jetée par des bohémiens sur le château vers 1920-1921. On voit un bateau occupé par huit personnages, une grande croix chrétienne à gauche ainsi que de nombreux symboles et patronymes. En effet, le rapprochement semble aisé entre ces images et la barque qui, dans le catholicisme, aurait conduit les saintes Maries depuis la Palestine jusque sur les rives de la Camargue, récit qui fait l’objet d’un important culte parmi la communauté gitane. Mais dernièrement, une étude a mis à mal cette interprétation ésotérique et la datation récente qu'elle implique,. Aucun personnage féminin n’est identifiable sur l’embarcation, qui devrait d’ailleurs être démâtée. Les accoutrements représentés évoquent la mode des règnes d’Henri III et d’Henri IV et la graphie des diverses inscriptions tout autour est caractéristique de la fin du XVIe siècle. Certains des patronymes sont d'ailleurs ceux de protestants établis à Lourmarin entre 1569 et 1640. Lors des guerres de Religion, le château était dans un état de semi-abandon. Il a pu faire office de « squat » ou de lieu d’enfermement. Les postures de détresse explicite des occupants du bateau et la position dominante d’un calvaire ou d’une croix de carrefour évoqueraient donc plutôt un ex-voto marin réalisé à cette époque ancienne.  

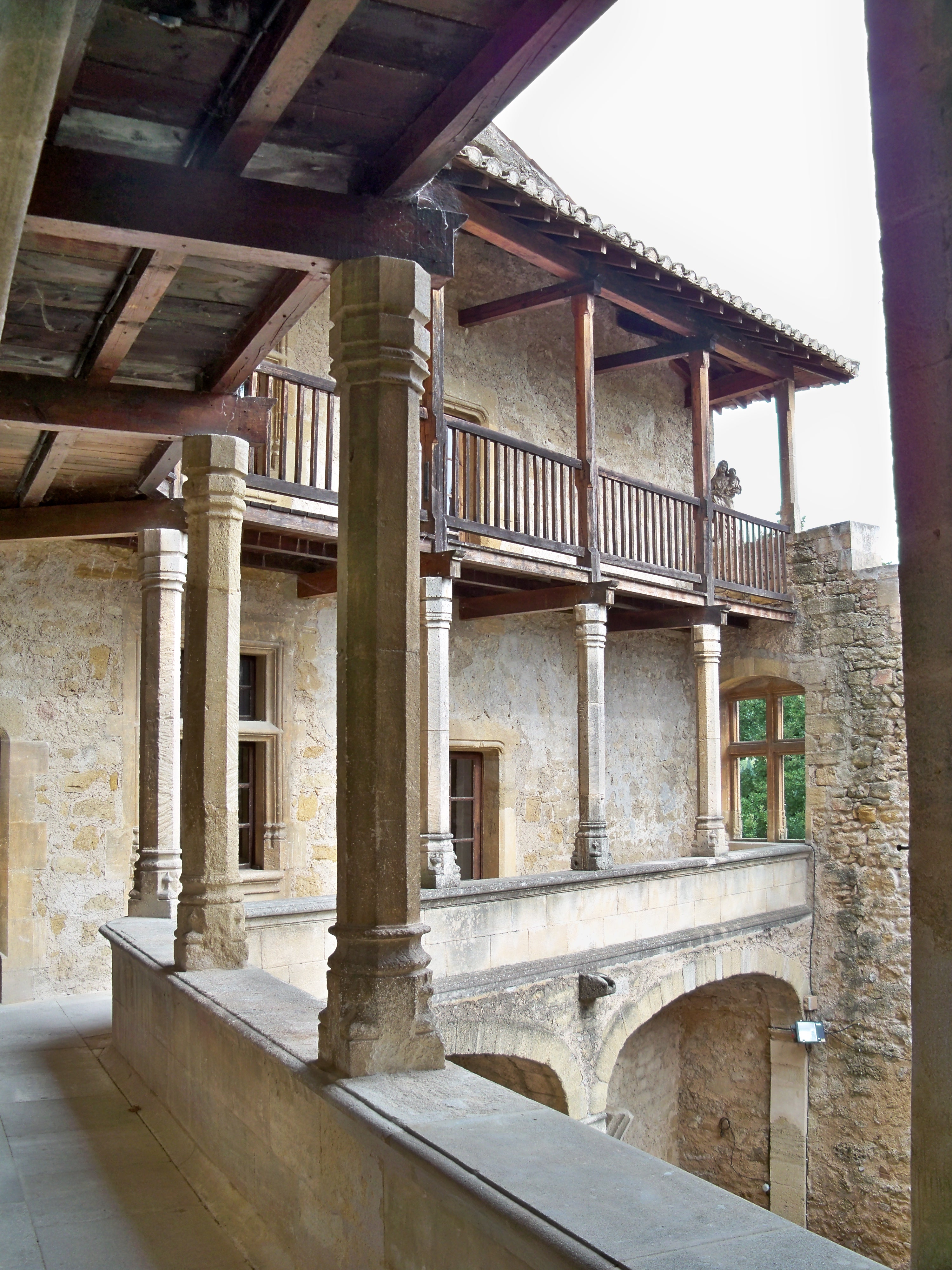
Loggias à l’italienne.
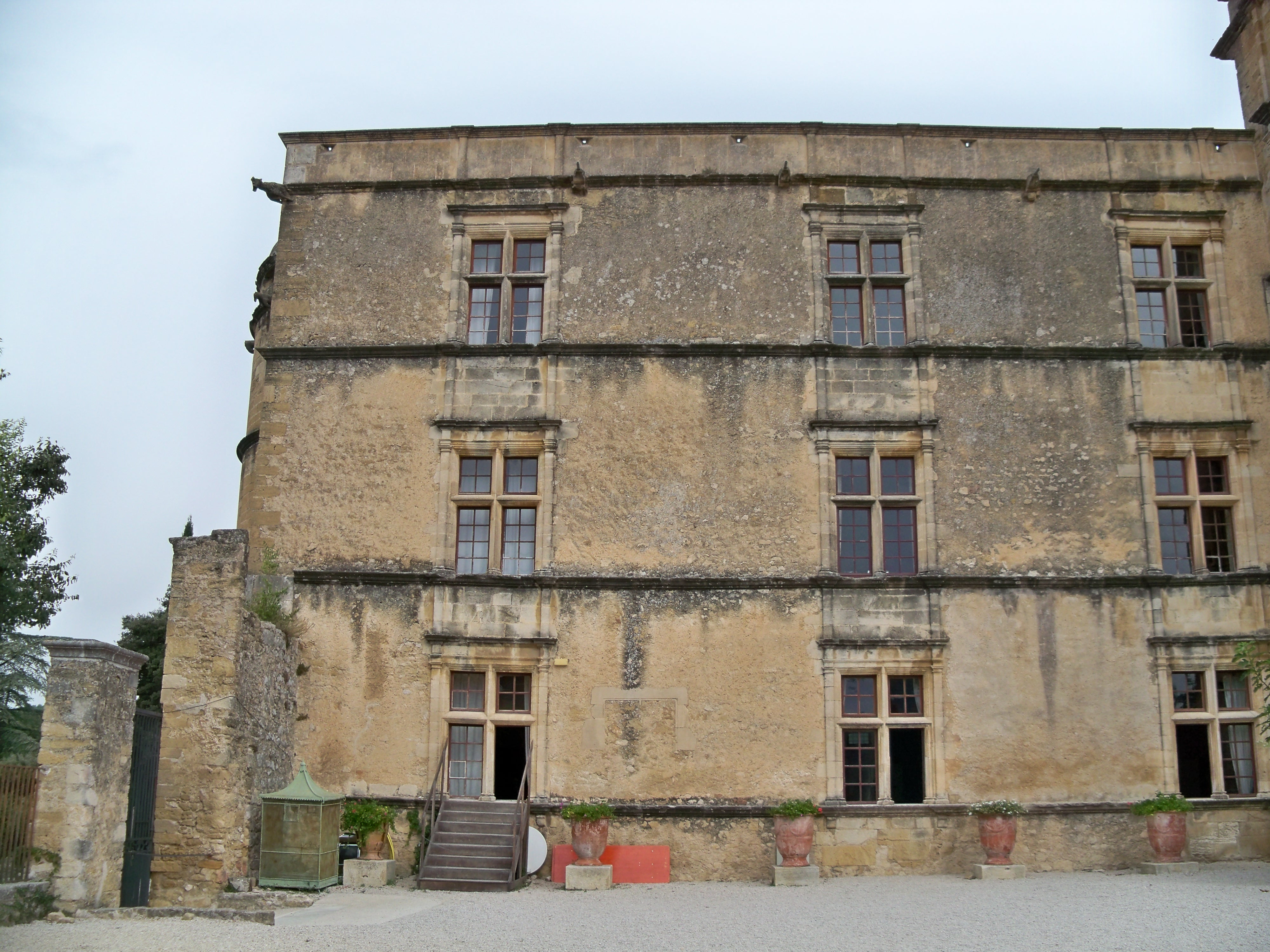
Fenêtres Renaissance.
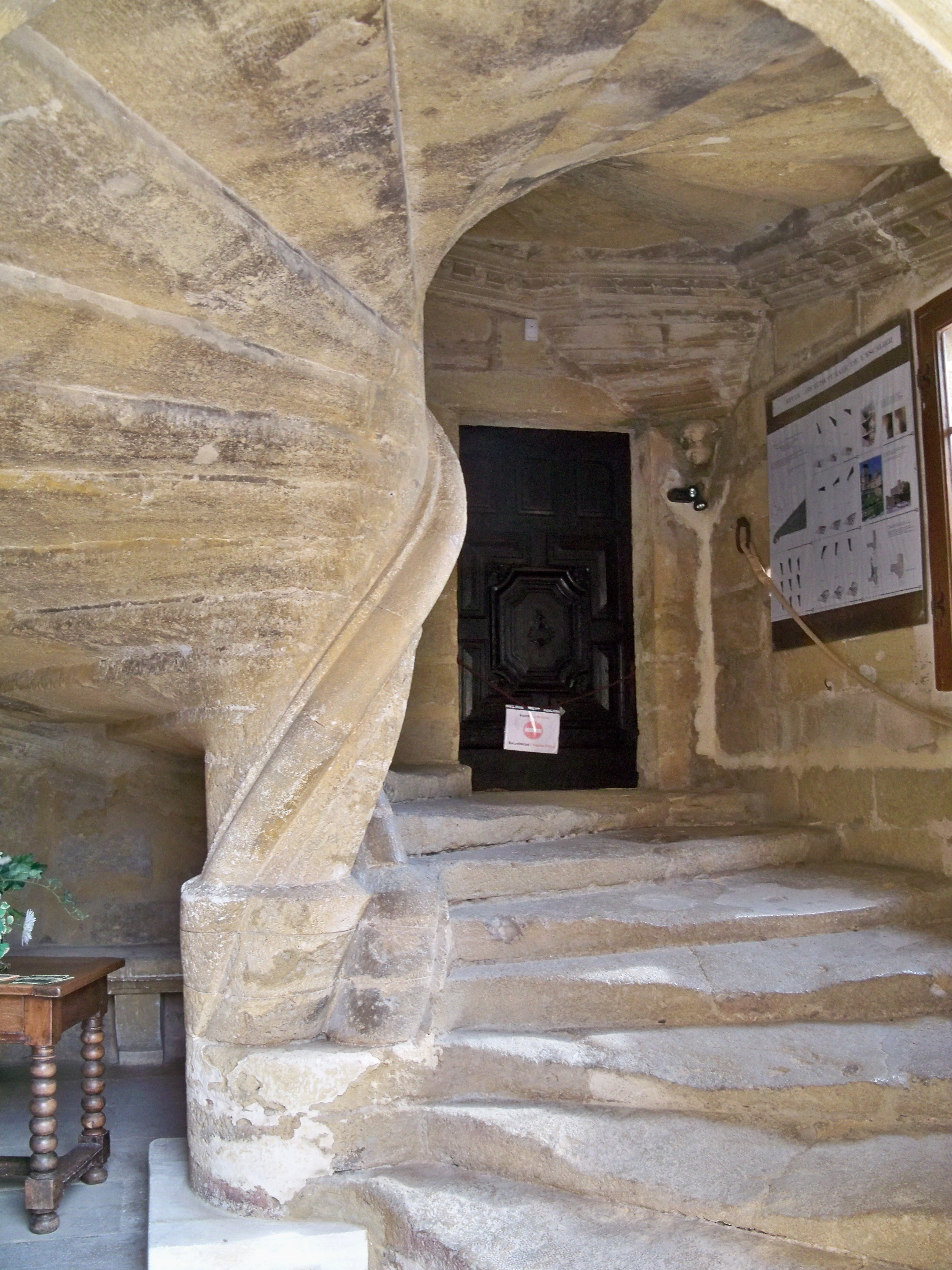
Escalier Renaissance.
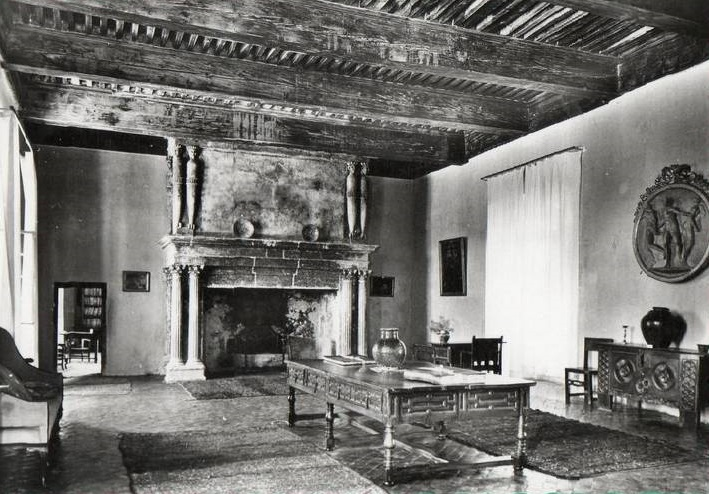
Cheminée.